# Pfälzische R 4/4
Die baugleichen pfälzischen und bayerischen R 4/4 der Königlich Bayerischen Staats-Eisenbahnen waren laufachsenlose Tenderlokomotiven mit vier Kuppelachsen. Sie waren für den schweren Rangierdienst vorgesehen.

## Beschreibung
Die ersten neun Maschinen wurden als R 4/4 in den Jahren 1913 und 1915 für die Direktion Ludwigshafen der K.Bay.Sts.B. (ehemals Pfalzbahn) gebaut, die nachfolgenden Maschinen dann in den Jahren 1918/19 und 1924/25 und diese wurden auch für das rechtsrheinische Bayern beschafft.
Die erste Serie trug noch pfälzische Betriebsnummern. Baulich ähnelten sie keiner bisherigen bayerischen Baureihe, denn sie konnten auch ihre Herkunft aus der Pfalz nicht verleugnen. So waren die R4/4 zwar unverkennbar in bayerischer Lokomotivabautradition (auch die Pfalzbahn bezog ihre Fahrzeuge in erster Linie aus dem eigenen Land bei den Lokomotivherstellern Maffei und Krauss in München) ausgeführt, aber in ihrer Bauart eindeutig abgeleitet von der pfälzischen T5. So waren die Loks der ersten Serie auch ausschließlich in der linksrheinischen Direktion, also der Pfalz unterwegs.
Erst die Nachbauserien nach dem Ersten Weltkrieg konnten als leistungsfähige Rangierlok-Vierkuppler auch im rechtsrheinischen Teil Bayerns heimisch werden. Die großen Rangierbahnhöfe in München, Nürnberg, Regensburg, Würzburg und Augsburg erhielten R4/4, nach und nach auch einige kleinere Bw. Hier mag auch die französische Besetzung der Pfalz eine Rolle gespielt haben, wodurch viele Fahrzeuge, die eigentlich für die Direktion Ludwigshafen vorgesehen waren, in den rechtsrheinischen Landesteil in Sicherheit gebracht wurden. Die Pfalz gehörte ja nach wie vor zu Bayern und die RBD Ludwigshafen war Teil der Gruppenverwaltung Bayern – wenn auch vom Beginn der Besetzung 1918 bis 1930 nur auf dem Papier, da der Regiebetrieb unter französischer Besatzung fast alle Verbindungen nach München kappte. So gut wie alle Pfälzer Lokomotiven neuerer Bauart wurden damals – sofern es glückte – ins rechtsrheinische Bayern überführt und vor dem französischen Zugriff in Sicherheit gebracht.
Eine bauliche Eigenart war der hohe Kessel, unter dem sich – wie bei Krauss-Lokomotiven üblich – der im Rahmen eingehängte Wasserbehälter befand. Sanddom und Dampfdom bildeten eine bauliche Einheit. Die Lokomotiven konnten in der Ebene bis zu 1000 Tonnen schleppen, bei fünf Promille Steigung wurde mit 240 Tonnen eine Geschwindigkeit von 45 km/h erreicht. Die letzte Serie unterschied sich von ihren Vorgängern durch eine geänderte Anordnung der Dome und des Wasserkastens.
1925 wurden von der Deutschen Reichsbahn sieben Vorkriegs- R 4/4 mit den Betriebsnummern 92 2001 bis 92 2007 (2 mussten als Waffenstillstandsloks nach dem Krieg an die Siegermächte abgegeben werden) und alle nach dem Krieg beschafften Lokomotiven der Gattung R 4/4 mit den Betriebsnummern 92 2008 bis 92 2049 als Baureihe 9220 in ihren Nummernplan eingeordnet.
Die ersten Maschinen wurden ab Mitte der 1930er Jahre ausgemustert, als letzte wurde 92 2024 des Bw Nürnberg Hbf als 1962 ausgemustert.